# Rete filoviaria di Parma
La rete filoviaria di Parma, al servizio dell'omonima città, è composta da quattro linee urbane ed è gestita dalla Tranvie Elettriche Parmensi (TEP).

## Rete
La rete è elettrificata alla tensione di 600 Volt e si compone di quattro linee:
- 1 stazione FS [1] - Strada Farnese/Parma Mia
- 3 San Lazzaro - Crocetta
- 4 Via Parigi - Via Mordacci
- 5 Via Orazio - Via Chiavari

Quella di Parma è al momento una delle due reti filoviarie in Italia (insieme a Bologna) a contare un numero di linee maggiore rispetto all'anno della sua apertura, ovvero quattro contro le tre del 1953.
Prolungamenti:
Nei giorni festivi, quando il servizio filoviario è sospeso su tutta la rete, la linea 3 viene prolungata fino a San Pancrazio e San Prospero assorbendo parte del percorso della linea 23 (solo feriale).
Il tratto via Trento-Park Nord della linea 1 (in uso dal 6 giugno 2021 al 6 giugno 2025 e ora assegnato alla linea automobilistica 2) risultava essere il tratto in marcia autonoma più lungo d'Europa.

## Storia

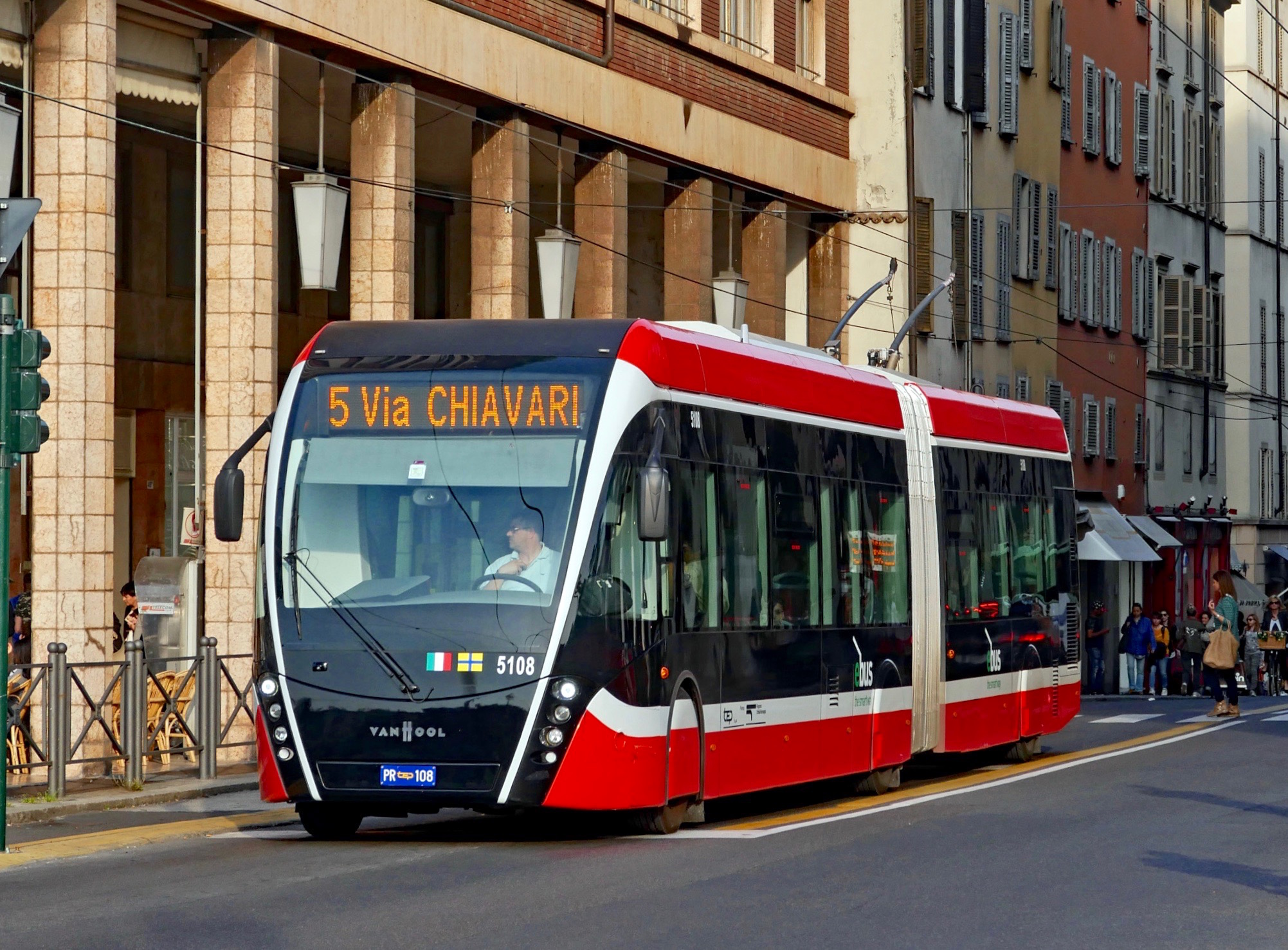
Un filosnodato Van Hool ExquiCity 18 in servizio sulla linea 5

Nel 1937 Mario Mantovani, podestà di Parma, incaricò il vicedirettore dell'ATM di Milano, l'ingegner Renato Ferrari, di studiare un progetto di trasformazione della rete tranviaria cittadina in rete filoviaria: tale progetto fu completato due anni dopo. A causa dello scoppio della guerra non fu possibile attuare il piano a causa di disposizioni governative. Terminato il conflitto si riprese in esame l'introduzione dei filobus: il 29 luglio 1952 venne approvato dal Comune e dall'ispettorato della Motorizzazione Civile il progetto di trasformazione della rete tranviaria in filoviaria.
- il progetto indicava il filobus 2 San Leonardo – Piazza Garibaldi – Ponte Dattaro come sostituzione dei tram 2 e 5.

La rete filoviaria di Parma entrò in servizio il 25 ottobre 1953; si componeva inizialmente di tre linee:
- 1 stazione FS – cimitero della Villetta
- 2 san Leonardo – via Montebello (non completa).
- 3 san Lazzaro – Crocetta

25 Novembre 1953: con la dismissione dell’ultima linea tranviaria di Parma (5 Piazza Garibaldi - v.le Solferino) entrarono nel vivo i lavori di realizzazione dell’impianto della linea 2.
19 Marzo 1954: La linea 2, lunga 4,350 km, venne aperta al pubblico per ultima completando la realizzazione della rete filoviaria di Parma. La frequenza diurna era di 10 minuti.
Nel 1968 fu attivato il prolungamento della linea 1 dal cimitero a Orzi di Baganza; nello stesso anno venne istituito il senso unico in via Cavour; le linee 1 e 2 in direzione sud abbandonarono le vie Pisacane e Cavour, transitando davanti al Teatro Regio. L’impianto filoviario venne opportunamente modificato per entrambe.
Il 3 maggio 1970 la linea 2 fu trasformata in autolinea, in occasione di un prolungamento, e a tutt'oggi risulta essere l'unica soppressione filoviaria. Ciononostante, il bifilare rimase fino al 1987, anno in cui fu pedonalizzata via Cavour; si decise poi di non ripristinare il numero 2 e si trasformarono in filovie le linee 4 e 5, sfruttando i loro percorsi che in buona parte erano già coincidenti con la linea 3.
Nel 1987 la linea 1 fu prolungata da Orzi di Baganza alla strada Farnese.
Il 14 dicembre 1989 venne inaugurato il servizio filoviario sulla linea 4, mentre la linea 5 fu attivata il 5 novembre 1998.

### Gli anni Duemila
Gli anni ‘10 del XXI secolo si sono rivelati piuttosto travagliati per i servizi filoviari di Parma, con prolungate discontinuità nei servizi (tra gli esempi più significativi si vedano i casi di Barriera Bixio, p.le Corridoni, nuova stazione FS) e riconfigurazioni delle linee.
- Nel mese di giugno 2009 la ditta G. Galvani di Parma posò in opera un nuovo anello di ritorno per la linea 1 sulla rotatoria di via Trento e via Monte Altissimo: il filobus non avrebbe più fatto capolinea davanti alla stazione, essendo imminenti i lavori di completa riqualificazione di p.le Dalla Chiesa (il progetto prevedeva un nuovo assetto del piazzale articolato su due livelli). Venne inoltre definitivamente smantellato il tratto di bifilare di via Monte Altissimo fino al capolinea storico.
- Nel novembre 2009 venne sospeso il servizio filoviario sulla linea 1 per consentire la realizzazione di una nuova rotatoria a Barriera Bixio: la nuova viabilità pose in discussione il tracciato storico della linea 1, che attraversava p.le Barbieri. Pur essendo una forzatura rispetto al nuovo assetto del piazzale, il bifilare rimase comunque percorribile ai filobus Menarini da/per il deposito.

- Nell'agosto 2010, a causa dei lavori di riqualificazione e parziale pedonalizzazione di p.le Corridoni, con spostamento e unificazione della carreggiata a est del monumento intitolato a Filippo Corridoni, la TEP si vide chiudere l'unica corsia di rientro dei filobus in deposito, isolandolo dalla rete. Questa modifica costrinse la società al fermo in deposito dei filobus sprovvisti della trazione bimodale, ovvero i dieci Menarini Monocar 201 e gli altrettanti Menarini Monocar 201/2. In servizio rimasero i quattordici Autodromo BusOtto che coprivano solo alcune corse delle restanti linee 3, 4 e 5, che per il resto erano servite da autobus.
  - Nei primi mesi del 2011 la ditta Bonciani S.p.A. di Ravenna provvide ad adeguare il bifilare in p.le Corridoni e in p.le Barbieri. In quest'ultimo caso venne costruito ex novo un tratto di filovia in direzione sud tramite viale Vittoria, v.le dei Mille, imbocco v.le Villetta; contestualmente, venivano rimossi i due storici semianelli all'interno dei cancelli di Barriera Bixio. Soltanto il semianello per i filobus provenienti da via Bixio venne ricostruito più a sud, all'imbocco di v.le Villetta.

Dal 2011 al 2020
Il nuovo decennio si distinse in particolare per l'arrivo e la messa in servizio di nuove vetture (filosnodati da 18 metri) e per l'accantonamento definitivo di tutti i filobus Menarini Monocar 201 e Menarini Monocar 201/2.
- Dal 1º aprile 2011 le quattro linee filoviarie tornarono a funzionare regolarmente, ad esclusione dei giorni festivi e del mese di agosto.

- Il 4 maggio 2012 venne presentato il nuovo modello di filobus Van Hool ExquiCity da diciotto metri.[6][7][8]
- Il 22 aprile 2014 in piazza Garibaldi ci fu una seconda presentazione dei filobus Van Hool Exquicity. Erano presenti le vetture 5101, 5102 e 017 Fiat 2411/Menarini-Tibb [9] [10]
  - L'arrivo dei nuovi filosnodati non fu privo di polemiche: venne infatti appurato che le vetture erano lunghe 18.610 mm, eccedendo quindi i limiti di 18 metri previsti dal Codice della Strada per tale categoria di veicoli [11]. Per non lasciare inutilizzati i nuovi mezzi venne rilasciata solo un'omologazione provvisoria della durata di 2 anni [12]; soltanto dopo ulteriori ritardi la situazione venne risolta [13].
- Il 14 maggio 2014 viene comunicato ufficialmente che TEP ha acquistato un ulteriore Van Hool Exquicity (il decimo) al prezzo di 450 000 Euro anziché 800 000 Euro.[senza fonte]
- I massicci lavori di riqualificazione della stazione FS di Parma, inaugurata il 6 maggio 2014[14] dopo 7 anni di cantieri, privarono la linea 1 dell’ultimo tratto di bifilare costringendo i filobus a spostare il capolinea a Barriera Garibaldi, presso la sede dell’AIPO (ex Magistrato per il Po); il giro di volta avveniva alla nuova rotatoria posta tra via Trento e via Monte Altissimo. 
  - Il 14 luglio 2014 venne spostato il capolinea nord della linea 1 da Barriera Garibaldi al controviale posto immediatamente prima del corpo della stazione ferroviaria; il servizio era gestito con autobus e contestuale fermo di tutti i filobus Menarini 201/2 LU.
- Nel luglio 2014 arrivò al deposito TEP il decimo filosnodato; successivamente, nel mese di dicembre dello stesso anno entrò in servizio il decimo filosnodato con matricola TEP 5110: è stata la vettura utilizzata per la presentazione del 4 maggio 2012.
- Nel maggio 2015 tornarono in servizio sulla linea 3 i filobus Menarini F201/2LU.
- Da novembre 2014 a novembre 2015: blocco dei lavori di costruzione della nuova linea filoviaria sul tratto: s.da Garibaldi, v.le Bottego, stazione FS per contenzioso legale (condominio privato che si era opposto all'applicazione dei ganci a muro di sostegno; attesa della conclusione dell'iter di esproprio).
- Fine novembre 2015: sblocco dei lavori. Demolizione contestuale della linea filoviaria di via Trento.

- Il 21 marzo 2016 [15] il servizio filoviario sulla linea 1 venne ripristinato con la realizzazione del nuovo bifilare sino al capolinea davanti all’uscita sud del fabbricato viaggiatori della stazione ferroviaria al piano -2 (il nuovo tratto percorre v.le Bottego in luogo delle vie Trento e Monte Altissimo).
- Il 14 settembre 2020 [16] metà delle corse della linea 1 iniziarono ad essere prolungate oltre Strada Farnese fino al nuovo capolinea nel quartiere Parma Mia. Si trattò del primo prolungamento su percorso non elettrificato nella storia della rete parmigiana: la tratta, lunga circa 1 km, veniva infatti percorsa a marcia autonoma dai nuovi filobus Solaris Trollino 12 "Full Electric". In attesa della loro entrata in servizio, avvenuta a fine anno, la linea 1 fu temporaneamente servita da autobus.
- Il 23 dicembre 2020 entrarono in servizio sulla linea 1 tre dei nuovi filobus Solaris Trollino 12 "Full Electric" (vetture n.5055, 5059 e 5064). La corsa inaugurale si era svolta alcuni giorni prima (limitatamente ad alcune figure istituzionali), facendo circolare la vettura 5064.[17][18]. Nei mesi successivi, con l'immissione in servizio di tutti e dieci i nuovi mezzi, la linea 1 tornò a essere servita interamente a trazione elettrica.

Dal 2021 a oggi
Gli anni ‘20 del XXI secolo hanno visto ripetuti cambiamenti al capolinea nord della linea 1 (nuovi abbinamenti tra capilinea delle linee 1 e 2), oltre ad ulteriori acquisizioni di nuove vetture:
- Il 6 giugno 2021 la linea 1 venne prolungata fino al parcheggio scambiatore Nord, assegnando il capolinea della stazione ferroviaria alla linea 2. Anche in questo caso il prolungamento non era dotato di bifilare, e pertanto la 1 venne gestita con autobus per tutto il periodo estivo, ma già in settembre, viste le buone prestazioni dimostrate dai filobus Solaris "Full Electric", la TEP decise il completo ripristino del servizio filoviario, impiegandovi sempre i Trollino; era comunque prevista la parziale elettrificazione della nuova tratta, mentre per la restante parte era previsto l'utilizzo della marcia autonoma.[19]
- Il 21 settembre 2023 vennero presentati pubblicamente da TEP ulteriori 8 nuovi filobus Solaris Trollino 12 "Full Electric" [20] (numerati in seguito come 5065-5072).
- Dal 7 giugno 2025 la linea 1 e la linea 2 si scambiano percorso e capolinea nella zona nord della città: diviene la linea 2 a raggiungere il Parcheggio Nord con frequenza di 15 minuti mentre la linea 1, giunta a barriera Garibaldi, svolta in viale Bottego dove effettua capolinea alla fermata A della Stazione FS per poi ripartire verso barriera Garibaldi. La linea 2 cambia anche percorso in centro: arrivando da viale Toscanini, svolta in strada Mazzini e in strada Garibaldi, per poi proseguire lungo via Trento.[1] [21]

## Evoluzione sinottica della rete

### Rete filoviaria al 25 ottobre 1953
1 stazione FS - via Monte Altissimo - via Trento - Barriera Garibaldi - via Garibaldi - via Pisacane (al ritorno via Melloni) - via Cavour - piazza Garibaldi - via Mazzini - Ponte di Mezzo - p.le Corridoni - via Bixio - Barriera Bixio - v.le della Villetta - Cimitero della Villetta.
2 via San Leonardo - via Trento - Barriera Garibaldi - via Garibaldi - via Pisacane (al ritorno via Melloni) - via Cavour - piazza Garibaldi - [via Farini - Barriera Farini - v.le Solferino - v.le Bizzozero - via Montebello (al ritorno: v.le Rustici - v.le San Martino)].
3 San Lazzaro - via Emilia est - Arco di San Lazzaro - s.da Elevata - Barriera Repubblica - s.da Repubblica - piazza Garibaldi - via Mazzini - Ponte di Mezzo - via D'Azeglio - p.le Santa Croce - via Gramsci - p.le Caduti del Lavoro - via Emilia ovest - Crocetta.
Linea 2 con impianto non ancora completato; nelle cronache dell'epoca si legge inoltre che la linea 1 venne completata soltanto il 30 dicembre 1953, la linea 3 all'inizio dello stesso mese.

### Rete filoviaria al 19 marzo 1954
1 stazione FS - via Monte Altissimo - via Trento - Barriera Garibaldi - via Garibaldi - via Pisacane (al ritorno via Melloni) - via Cavour - piazza Garibaldi - via Mazzini - Ponte di Mezzo - p.le Corridoni - via Bixio - Barriera Bixio - v.le della Villetta - Cimitero della Villetta.
2 via San Leonardo - via Trento - Barriera Garibaldi - via Garibaldi - via Pisacane (al ritorno via Melloni) - via Cavour - piazza Garibaldi - via Farini - Barriera Farini - v.le Solferino - v.le Bizzozero - via Montebello (al ritorno: v.le Rustici - v.le San Martino).
3 San Lazzaro - via Emilia est - Arco di San Lazzaro - s.da Elevata - Barriera Repubblica - s.da Repubblica - piazza Garibaldi - via Mazzini - Ponte di Mezzo - via D'Azeglio - p.le Santa Croce - via Gramsci - p.le Caduti del Lavoro - via Emilia ovest - Crocetta.

### Rete filoviaria al 1968
1 stazione FS - via Monte Altissimo - via Trento - Barriera Garibaldi - via Garibaldi - (solo al ritorno: via Cavour - via Melloni) - piazza Garibaldi - via Mazzini - Ponte di Mezzo - p.le Corridoni - via Bixio - Barriera Bixio - v.le della Villetta - Cimitero della Villetta.
2 via San Leonardo - via Trento - Barriera Garibaldi - via Garibaldi - (solo al ritorno: via Cavour - via Melloni) - piazza Garibaldi - via Farini - Barriera Farini - v.le Solferino - v.le Bizzozero - via Montebello (al ritorno: v.le Rustici - v.le San Martino).
3 San Lazzaro - via Emilia est - Arco di San Lazzaro - s.da Elevata - Barriera Repubblica - s.da Repubblica - piazza Garibaldi - via Mazzini - Ponte di Mezzo - via D'Azeglio - p.le Santa Croce - via Gramsci - p.le Caduti del Lavoro - via Emilia ovest - Crocetta.
via Pisacane dismessa dal servizio filoviario; via Cavour a senso unico in direzione nord.

### Rete filoviaria al 3 maggio 1970
1 stazione FS - via Monte Altissimo - via Trento - Barriera Garibaldi - via Garibaldi - (solo al ritorno: via Cavour - via Melloni) - piazza Garibaldi - via Mazzini - Ponte di Mezzo - p.le Corridoni - via Bixio - Barriera Bixio - v.le della Villetta - Cimitero della Villetta - via Taro - via Baganza - Orzi di Baganza.
3 San Lazzaro - via Emilia est - Arco di San Lazzaro - s.da Elevata - Barriera Repubblica - s.da Repubblica- piazza Garibaldi - via Mazzini - Ponte di Mezzo - via D'Azeglio - p.le Santa Croce - via Gramsci - p.le Caduti del Lavoro - via Emilia ovest - Crocetta.

### Rete filoviaria al 1987
1 stazione FS - via Monte Altissimo - via Trento - Barriera Garibaldi - via Garibaldi - via Mazzini - Ponte di Mezzo - p.le Corridoni - via Bixio - Barriera Bixio - v.le della Villetta - Cimitero della Villetta - via Taro - via Baganza - Orzi di Baganza - s.da Farnese.
3 San Lazzaro - via Emilia est - Arco di San Lazzaro - s.da Elevata - Barriera Repubblica - s.da Repubblica- piazza Garibaldi - via Mazzini - Ponte di Mezzo - via D'Azeglio - p.le Santa Croce - via Gramsci - p.le Caduti del Lavoro - via Emilia ovest - Crocetta.
via Cavour e via Melloni dismesse dal servizio filoviario; via Cavour pedonalizzata.

### Rete filoviaria al 14 dicembre 1989
1 stazione FS - via Monte Altissimo - via Trento - Barriera Garibaldi - via Garibaldi - via Mazzini - Ponte di Mezzo - p.le Corridoni - via Bixio - Barriera Bixio - v.le della Villetta - Cimitero della Villetta - via Taro - via Baganza - Orzi di Baganza - s.da Farnese.
3 San Lazzaro - via Emilia est - Arco di San Lazzaro - s.da Elevata - Barriera Repubblica - s.da Repubblica- piazza Garibaldi - via Mazzini - Ponte di Mezzo - via D'Azeglio - p.le Santa Croce - via Gramsci - p.le Caduti del Lavoro - via Emilia ovest - Crocetta.
4 via Parigi - s.da Quarta - via Passo Colla - via Passo del Bratello - via Passo del Cirone - via Passo di Lagastrello - San Lazzaro - via Emilia est - Arco di San Lazzaro - s.da Elevata - Barriera Repubblica - s.da Repubblica - piazza Garibaldi - via Mazzini - Ponte di Mezzo - via D'Azeglio - p.le Santa Croce - via Gramsci - p.le Caduti del Lavoro - via Emilia ovest - via Mordacci.

## Mezzi
Il servizio filoviario a Parma venne inaugurato da 15 Fiat 2401 Cansa del 1953, integrati di lì a poco da un ulteriore identico esemplare (la vettura 016, acquistata nel 1956); nei primi anni '60 si aggiunsero due coppie di Fiat 2411 Menarini.

Negli anni '80 la TEP, decisa a rilanciare il trasporto filoviario, iniziò il rinnovo del parco mezzi con l'acquisto di 10 Menarini F201/1 nel 1981, seguiti da altri 10 Menarini F201/2 nel 1986-87, che sostituirono i mezzi di prima generazione.

Tra il 1997 e il 2000, contestualmente all'elettrificazione della linea 5, vennero acquistati 14 filobus Autodromo BusOtto.

Nel 2014 entrarono poi in servizio i nuovi filosnodati Van Hool ExquiCity da 18 metri portando all'accantonamento dei Menarini di prima serie e di alcuni della seconda.
Gli ultimi sei F201/2 rimasti hanno circolato tutti sulla linea 1 fino all'estate 2020.
Dal 2021 è iniziata l'immissione in servizio di 10 nuovi Solaris Trollino 12 Full Electric, a cui se ne sono aggiunti altri 8 nei primi mesi del 2024.
| Numeri sociali | Entrata in servizio | Radiazione | Telaio              | Carrozzeria | Parte elettrica | Note                                                                                       |
| -------------- | ------------------- | ---------- | ------------------- | ----------- | --------------- | ------------------------------------------------------------------------------------------ |
| 001-015        | 1953-1954           | 1980-1986  | Fiat 2401FM         | Cansa       | TIBB            | Avviamento reostatico; unità 014 conservata statica presso deposito TEP, le altre demolite |
| 016            | 1956                | 19xx       | Fiat 2401FM         | Cansa       | TIBB            | Avviamento reostatico; demolita                                                            |
| 017-018        | 1959-1960           | 1986       | Fiat 2411FM         | Menarini    | TIBB            | Avviamento reostatico; unità 017 conservata statica presso deposito TEP, le altre demolite |
| 019-020        | 1964                | 1984       | Fiat 2411FM         | Menarini    | TIBB            | Avviamento reostatico; tutte demolite                                                      |
| 021-030        | 1981                | 2010-2013  | Menarini F201/1LU   | Menarini    | TIBB            | Avviamento reostatico; unità 021 accantonata, le altre demolite                            |
| 031-040        | 1986-1987           | 2014-2020  | Menarini F201/2LU   | Menarini    | TIBB            | Avviamento con chopper; unità 031 e 035 demolite, 034 e 037 accantonate.                   |
| 041-048        | 1997                |            | MAN LNT 204F        | Autodromo   | Kiepe           | Avviamento con inverter + marcia autonoma con motore Diesel; tutti in servizio             |
| 049-054        | 2000                |            | MAN LNT 204F        | Autodromo   | Kiepe           | Avviamento con inverter + marcia autonoma con motore Diesel; tutti in servizio             |
| 5101-5110      | 2014                |            | Van Hool Exquicity  | Van Hool    | Vossloh         | Avviamento con inverter + marcia autonoma con motore Diesel; tutti in servizio             |
| 5055-5064      | 2020-2021           |            | Solaris Trollino 12 | Solaris     | Kiepe           | Avviamento con inverter + marcia autonoma con batterie elettriche; inizio servizio 2021    |
| 5065-5072      | 2023-2024           |            | Solaris Trollino 12 | Solaris     | Kiepe           | Avviamento con inverter + marcia autonoma con batterie elettriche; inizio servizio 2024    |

###### Assegnazione dei mezzi in servizio(aggiornato al Gennaio 2021).
- Linea 1: Solaris Trollino 12.

- Linea 3: Autodromo Busotto MAN LNT 204F/Solaris Trollino 12.
- Linea 4: Autodromo Busotto MAN LNT 204F/Solaris Trollino 12.
- Linea 5: Van Hool Exquicity 18 m.